# Europees kampioenschap hockey mannen 1983
Het Europees kampioenschap hockey (1983) voor mannen had plaats van donderdag 18 augustus tot en met zaterdag 27 augustus 1983 in het Wagener-stadion in Amstelveen, Nederland. Het was de vierde editie van dit internationale sportevenement, dat onder auspiciën stond van de Europese hockeyfederatie (EHF). West-Duitsland was titelverdediger.

## Nederlandse selectie
|            | Selectie               |
| ---------- | ---------------------- |
| Bondscoach | Wim van Heumen         |
| Keeper     | Pierre Hermans         |
| Keeper     | Lex Bos                |
|            | Ewout van Asbeck       |
|            | Roderik Bouwman        |
|            | Cees Jan Diepeveen     |
|            | Theodoor Doyer         |
|            | Ties Kruize            |
|            | Tim Steens             |
|            | Maarten van Grimbergen |
|            | Arno den Hartog        |
|            | Job van Have           |
|            | Tom van 't Hek         |
|            | Jan Carel Jenniskens   |
|            | Jan Hidde Kruize       |
|            | Erik Pierik            |
|            | Marc Schaeffers        |

## Groepsfase

### Groep A
| Team           | G | W | GL | V | P  | DV | DT |
| -------------- | - | - | -- | - | -- | -- | -- |
| Spanje         | 5 | 5 | 0  | 0 | 10 | 24 | 5  |
| West-Duitsland | 5 | 4 | 0  | 1 | 8  | 23 | 8  |
| Engeland       | 5 | 2 | 1  | 2 | 5  | 16 | 9  |
| Frankrijk      | 5 | 1 | 2  | 2 | 4  | 8  | 9  |
| Wales          | 5 | 1 | 1  | 3 | 3  | 7  | 14 |
| Oostenrijk     | 5 | 0 | 0  | 5 | 0  | 3  | 36 |

| Engeland       | Spanje         | 2 - 3  |
| West-Duitsland | Oostenrijk     | 8 - 0  |
| Frankrijk      | Wales          | 1 - 1  |
| Spanje         | Oostenrijk     | 10 - 0 |
| Wales          | Engeland       | 0 - 2  |
| West-Duitsland | Frankrijk      | 3 - 1  |
| Oostenrijk     | Frankrijk      | 1 - 4  |
| Spanje         | Wales          | 4 - 0  |
| Engeland       | West-Duitsland | 3 - 4  |
| West-Duitsland | Wales          | 6 - 0  |
| Oostenrijk     | Engeland       | 1 - 8  |
| Frankrijk      | Spanje         | 1 - 3  |
| Spanje         | West-Duitsland | 4 - 2  |
| Wales          | Oostenrijk     | 6 - 1  |
| Engeland       | Frankrijk      | 1 - 1  |

### Groep B
| Team        | G | W | GL | V | P | DV | DT |
| ----------- | - | - | -- | - | - | -- | -- |
| Nederland   | 5 | 4 | 1  | 0 | 9 | 25 | 5  |
| Sovjet-Unie | 5 | 4 | 1  | 0 | 9 | 18 | 3  |
| België      | 5 | 2 | 1  | 2 | 5 | 7  | 13 |
| Schotland   | 5 | 1 | 1  | 3 | 3 | 8  | 13 |
| Ierland     | 5 | 1 | 1  | 3 | 3 | 4  | 18 |
| Polen       | 5 | 0 | 1  | 4 | 1 | 4  | 14 |

| Schotland   | België      | 2 - 4 |
| Nederland   | Ierland     | 9 - 0 |
| Sovjet-Unie | Polen       | 4 - 0 |
| België      | Sovjet-Unie | 0 - 3 |
| Nederland   | Schotland   | 2 - 1 |
| Polen       | Ierland     | 1 - 2 |
| Nederland   | Sovjet-Unie | 2 - 2 |
| Ierland     | Schotland   | 2 - 3 |
| België      | Polen       | 2 - 1 |
| Schotland   | Sovjet-Unie | 1 - 4 |
| Ierland     | België      | 0 - 0 |
| Nederland   | Polen       | 5 - 1 |
| Sovjet-Unie | Ierland     | 5 - 0 |
| Schotland   | Polen       | 1 - 1 |
| België      | Nederland   | 1 - 7 |

## Uitslagen eindfase

### Tussenronde voor plaats 9 t/m 12
| Wales   | Polen      | 0 - 1 |
| Ierland | Oostenrijk | 4 - 0 |

### Tussenronde voor plaats 5 t/m 8
| Engeland | Schotland | 1 - 1 (Engeland wint na strafballen) |
| België   | Frankrijk | 1 - 2                                |

### Halve finale
| Spanje    | Sovjet-Unie    | 2 - 4                 |
| Nederland | West-Duitsland | 4 - 1 (na verlenging) |

### Finales
| Om plaats 11   | Om plaats 11 | Om plaats 11                                  |
| -------------- | ------------ | --------------------------------------------- |
| Oostenrijk     | Wales        | 1 - 0                                         |
| Om plaats 9    |              |                                               |
| Polen          | Ierland      | 2 - 0                                         |
| Om plaats 7    |              |                                               |
| Schotland      | België       | 2 - 0                                         |
| Om plaats 5    |              |                                               |
| Engeland       | Frankrijk    | 3 - 0                                         |
| Om plaats 3    |              |                                               |
| West-Duitsland | Spanje       | 3 - 1                                         |
| Finale         |              |                                               |
| Nederland      | Sovjet-Unie  | 2 - 2 (Nederland wint na strafballen met 8-6) |

| Europees kampioen 1983 |
| ---------------------- |
|                        |
| Nederland Eerste titel |

## Eindrangschikking
| rang   | land           |
| ------ | -------------- |
| Goud   | Nederland      |
| Zilver | Sovjet-Unie    |
| Brons  | West-Duitsland |
| 4      | Spanje         |
| 5      | Engeland       |
| 6      | Frankrijk      |
| 7      | Schotland      |
| 8      | België         |
| 9      | Polen          |
| 10     | Ierland        |
| 11     | Oostenrijk     |
| 12     | Wales          |

1970 · 1974 · 1978 · 1983 · 1987 · 1991 · 1995 · 1999 · 2003 · 2005 · 2007 · 2009 · 2011 · 2013 · 2015 · 2017 · 2019 · 2021 · 2023